# Paracelastrus bivalvis
Paracelastrus bivalvis là một loài thực vật có hoa trong họ Dây gối. Loài này được (Jack) Miq. mô tả khoa học đầu tiên năm 1859.